# Chile na Zimowych Igrzyskach Olimpijskich 1992
Chile na Zimowych Igrzyskach Olimpijskich 1992 reprezentowało pięcioro  zawodników – tylko mężczyzn. Wszyscy wystartowali w narciarstwie alpejskim.
Był to dziesiąty start reprezentacji Chile na zimowych igrzyskach olimpijskich.

## Narciarstwo alpejskie
Mężczyźni
| Zawodnik         | Konkurencja   | Wyścig 1 | Wyścig 2 | Suma         | Suma    |
| Zawodnik         | Konkurencja   | Czas     | Czas     | Czas         | Miejsce |
| ---------------- | ------------- | -------- | -------- | ------------ | ------- |
| Nils Linneberg   | Zjazd         |          |          | Nie ukończył | –       |
| Alexis Racloz    | Zjazd         |          |          | 2:05.61      | 40      |
| Paulo Oppliger   | Zjazd         |          |          | 1:56.30      | 35      |
| Alexis Racloz    | Supergigant   |          |          | 1:23.26      | 64      |
| Mauricio Rotella | Supergigant   |          |          | 1:22.30      | 59      |
| Paulo Oppliger   | Supergigant   |          |          | 1:16.81      | 32      |
| Diego Margozzini | Slalom gigant | 1:17.43  | 1:15.89  | 2:33.32      | 55      |
| Alexis Racloz    | Slalom gigant | 1:16.50  | 1:12.77  | 2:29.27      | 49      |
| Mauricio Rotella | Slalom gigant | 1:15.92  | 1:14.52  | 2:30.44      | 51      |

Kombinacja mężczyzn
| Zawodnik         | Zjazd   | Slalom            | Slalom  | Suma              | Suma    |
| Zawodnik         | Czas    | Czas 1            | Czas 2  | Punkty            | Miejsce |
| ---------------- | ------- | ----------------- | ------- | ----------------- | ------- |
| Mauricio Rotella | 1:54.88 | Nie ukończył      | –       | Nie ukończył      | –       |
| Alexis Racloz    | 1:54.02 | 1:03.49           | 1:02.91 | 235.31            | 34      |
| Paulo Oppliger   | 1:47.74 | Zdyskwalifikowany | –       | Zdyskwalifikowany | –       |